# Charles Gerard (1er comte de Macclesfield)
Pour les articles homonymes, voir Charles Gérard et Gérard.
Charles Gerard (ch.1618-7 janvier 1694) est un aristocrate anglais, soldat et courtisan.

## Jeunesse
Fils aîné de Charles Gerard, il est membre d'une ancienne famille du Lancashire, son arrière-grand-père est Sir Gilbert Gerard (juge) (en) (décédé en 1593) d'Ince, dans ce comté, l'un des juges les plus éminents du règne d'Élizabeth 1re. Sa mère est Penelope Fitton, sœur et cohéritière de Sir Edward Fitton, de Gawsworth, Cheshire,.
On ne sait rien de l'éducation de Gerard jusqu'à son entrée à l'Université de Leyde le 23 mars 1633. Il fait également ses études en France auprès de John Goffe du Magdalen College d'Oxford, frère de Stephen Goffe. Dugdale déclare qu'il a été « formé à la discipline de la guerre dès sa jeunesse dans les Provinces-Unies », et qu'au début de la première guerre civile anglaise, il rejoint le roi à Shrewsbury et lève une troupe de cavalerie à ses propres frais.

## Batailles et sièges de la première guerre civile
À la bataille d'Edgehill, il commande une brigade de gardes à pied royalistes, dont la constance a largement contribué à éviter une défaite absolue. Dans cette bataille, comme aussi dans les opérations avant Lichfield en avril 1643, il est blessé. Il est présent au siège de Bristol (juillet 1643), et arrange les termes très rigoureux de la capitulation. Il combat avec distinction lors de la première bataille de Newbury (20 septembre 1643) et prend part au secours de Newark (mars 1644), quand il est de nouveau blessé, jeté de son cheval et fait prisonnier, mais libéré sur parole peu de temps avant que les assiégeants capitulent.

## Campagnes galloises
Peu de temps après, Gerard remplace le comte de Carbery comme commandement général du sud du Pays de Galles, alors fortement tenu par les forces parlementaires, et le 19 mai 1644, il réussit à rassembler une force de deux mille cinq cents cavaliers et fantassins avec laquelle il commence les opérations. Il marche par Chepstow à Cardiff, qui s'est rendu à lui, et prend Kidwelly. Le 12 juin, il a déjà pénétré dans le Carmarthenshire et, avant le 18, il est en possession de Carmarthen. Il prend rapidement les châteaux de Cardigan, Newcastle Emlyn, Laugharne et Roch, et menace Pembroke vers la mi-juillet, mettant en déroute la garnison qui tente une sortie. Le 22 août, il prend Haverfordwest et, avant la fin du mois, investit Pembroke et menace Tenby. Ses forces sont en grande partie composées de prélèvements irlandais, dont les atrocités barbares sont soulignées dans l'Intelligencer du Royaume (15-23 octobre 1644).
En septembre, Gerard reçoit l'ordre de rejoindre le prince Rupert à Bristol, et en octobre, il commence sa retraite, marchant par Usk et Abergavenny, et échappant ainsi au général Edward Massey, il atteint Bristol vers la fin du mois. En novembre, il passe à Oxford ou dans le quartier, d'où en décembre il transfère son siège à Worcester, où il reste jusqu'au 11 mars 1645, quand il marche à Cheshire pour coopérer avec Rupert, Maurice du Palatinat et Sir Marmaduke Langdale contre le général Sir William Brereton. Leurs forces combinées ont réussi à soulager le Château de Beeston le 17 mars.
Gerard est ensuite envoyé dans le sud du Pays de Galles, où le général parlementaire Rowland Laugharne a remporté quelques succès. Il traverse le Pays de Galles depuis Chester en direction du sud-ouest, emportant tout devant lui et ravageant le pays en chemin. Après un contact avec Sir John Price à Llanidloes, il est tombé sur Laugharne avant Newcastle Emlyn le 16 mai et l'a complètement battu. Haverfordwest et Cardigan Castle, qui avaient été récupérés par les Roundheads, sont évacués à son approche. Picton Castle offre une résistance solide, mais est pris d'assaut. Le Château de Carew tombe également entre ses mains. Pembroke et Tenby, étroitement investis, ont résisté.

## Avec le roi Charles après Naseby
L'ascendant des royalistes étant ainsi rétabli dans le sud du Pays de Galles, Gérard reçoit l'ordre de se déplacer à nouveau vers l'est et marche sur Hereford à la tête de cinq mille cavaliers et fantassins lors de la bataille de Naseby (14 juin 1645). Après la bataille, le roi Charles et Rupert, avec les fragments de leur armée, se replient sur Hereford dans l'espoir de faire la jonction avec Gérard, qui, cependant, semble avoir été retardé de façon inattendue ; et Rupert, poussant sur Bristol, envoie des ordres pour qu'une partie des forces de Gérard le rejoigne là-bas, le roi ayant besoin d'une partie de la cavalerie pour le protéger. De Hereford, Charles se retire à Abergavenny et de là à Cardiff, avec l'espoir de lever une nouvelle armée au Pays de Galles, mais trouve les Gallois très mécontents, en raison (selon Clarendon) de l'irritation engendrée par l'extraordinaire rigueur avec laquelle Gerard les avait traités ; de sorte que lorsque la nouvelle vient que Hereford a été investie par l'armée écossaise et pourrait tomber à moins d'être soulagée dans un délai d'un mois, Charles ne peut qu'inciter les Gallois à bouger en remplaçant Gérard, promettant en même temps de faire de lui un baron. Gérard choisi la désignation territoriale de Brandon, pour aucune meilleure raison, affirme Clarendon, « qu'il y avait une fois une personne éminente appelée Charles Brandon qui a ensuite été faite duc »,.
Gérard est devenu lieutenant-général de tous les cavaliers du roi et assume le commandement de ses gardes du corps. Dans la nuit du 4 août 1645, il escorte Charles de Cardiff à Brecknock, puis de là à Ludlow, et tout au long de sa progression à Oxford (28 août). De là, ils retournent à Hereford (4 septembre), les Écossais levant le siège à leur approche. À Hereford, le 14 septembre, Charles apprend la chute de Bristol et décide, si possible, de rejoindre Montrose dans le nord. Escorté par Gérard, il se rend à Chester et réussit à entrer dans la ville, ayant d'abord détaché Gérard au secours de Sir Marmaduke Langdale, qui s'efforçait de rassembler les royalistes hors de la ville, en vue de lever le siège. Après de nombreuses marches et contre-marches apparemment inutiles, les royalistes ont risqué un engagement avec les assiégeants sur Rowton Heath (23 septembre 1645), mais ont été totalement vaincus par le général Sydnam Poyntz. Gerard a été transporté du champ gravement blessé. Le roi évacue alors Chester et se retire à Newark, où il arrive avec Gérard le 4 octobre et fixe son quartier général pour l'hiver. Gérard est limogé du service du roi avant la fin du mois pour avoir participé avec Rupert et quelques autres cavaliers à une manifestation désordonnée contre le remplacement de Sir Richard Willis, le gouverneur de l'endroit.

## Avec Prince Rupert et l'exil
Gérard s'attache désormais étroitement au parti de Rupert, qui compte environ quatre cents officiers. Ils s'établirent à Worton House, à environ 14 milles de Newark-on-Trent, et font des ouvertures au Parlement en vue d'obtenir des laissez-passer hors du pays. Le Parlement exige cependant qu'ils prêtent serment de ne plus porter les armes contre lui. Les Cavaliers ont donc temporisé, étant vraiment soucieux d'une réconciliation avec le Roi dans des conditions honorables. Ils ont l'ordre de rester au quartier de Worcester, et il y restent pendant l'hiver, mais au début de l'année suivante (1646), ils reviennent à leur allégeance et rejoignent le roi à Oxford. Là, Gérard lève une autre troupe de cavaliers, avec laquelle il parcourt le pays voisin, pénétrant une fois jusqu'au quartier de Derby, où il est mis en déroute dans une escarmouche. À un moment donné, il semble avoir pris le contrôle du Château de Wallingford, mais lorsque les lignes d'investissement ont commencé à se rapprocher d'Oxford, il s'est retiré dans les murs de la ville, où il semble être resté jusqu'à la capitulation de la ville le 24 juin 1646). Il quitte probablement l'Angleterre avec Rupert, avec qui il est à La Haye le 27 décembre 1646.

## Exil précoce
De fin 1646 jusqu'à la Restauration les mouvements de Gérard sont très difficiles à retracer. Il est à Saint-Germain-en-Laye en septembre 1647 avec Rupert, George Digby et d'autres Cavaliers. Il est nommé vice-amiral de la flotte en novembre 1648 et, le 8 décembre, passe par Rotterdam pour se rendre à Hellevoetsluis afin de prendre ses nouvelles fonctions. En avril 1649, il est à La Haye en tant que gentilhomme de la chambre à coucher du roi Charles II. Il appartient apparemment à la « faction de la reine » qui est censée favoriser la politique consistant à s'entendre avec les commissaires du Parlement d'Écosse, qui se trouvent alors à La Haye, mais Charles ne lui a pas accordé d'audience. En octobre de la même année, il est avec Charles à Jersey lorsque la célèbre déclaration adressée au peuple anglais est publiée, et il est membre, et probablement un membre influent, du conseil qui a conseillé au roi de traiter avec le Parlement écossais comme un « comité des successions ». Il revient avec le roi à La Haye, où cette politique est mise à exécution.
Le 18 mars 1650, Hyde écrit de Madrid au secrétaire Nicolas louant quelque peu Gérard comme un « jeune homme galant » qui « veut toujours un ami de lui » ; à quoi Nicolas répond le 4 mai que Gérard est « la personne la plus galante et la plus honnête du roi et la plus constante des principes honorables ». En novembre suivant (1650) Nicolas écrit à Gérard qu'il a la commission le nommant général de Kent, mais que le fait doit être gardé secret « parce que le Roi dans sa déclaration tardive a promis aux Écossais de n'en accorder aucun ». En mars 1650, Gérard quitte La Haye pour Breda en présence du duc d'York, soucieux d'éviter certaines « choses appelées ambassadeurs », comme Nicolas qualifie avec dédain les envoyés écossais. En novembre suivant, il est à Paris, où il semble être resté au moins un an.
Le 13 mai 1652, Gérard est nommé au commandement des corps de sauveteurs, qui vient d'être levé. En 1653, il se rend à Utrecht, où le Dr Robert Creighton « fait un miracle » sur lui. Il y est resté pendant une partie de 1654, est présent au siège d'Arras, servant sous les ordres du maréchal Turenne en août de cette même année , puis est retourné à Paris, où il partage ses énergies entre se quereller avec Hyde, intrigant au nom de la reine Henriette-Marie de France et incitant son cousin, John Gerard, à assassiner le Protecteur. L'intrigue (conspiration de Gerard), à laquelle le roi semble avoir été au courant (Gerard a présenté son cousin au roi au début de 1654), est découverte et John Gerard est décapité à Tower Hill,.

## Exil et retour
Une lettre d'un F. Coniers au roi, datée de Londres, 11 janvier 1655 accuse Gérard d'avoir traité avec Thurloe pour l'empoisonnement de Cromwell. L'écrivain prétend l'avoir découvert en jetant un coup d'œil sur des papiers exposés avec précaution dans les appartements de Thurloe. « L'histoire n'est évidemment qu'une invention » (Rigg 1890). En juillet 1655, Gerard est à Cologne, surveillé de près par les espions de Thurloe. Comme Hyde a écrit à Nicholas de Paris, le 24 avril 1654, Gerard n'a jamais été sans projets. De Cologne, il est allé à Anvers « pour tenter la nouvelle modélisation de l'intrigue », de retour à Paris en septembre. Là, il semble avoir résidé jusqu'en mai 1656, activement occupé à recueillir des renseignements. Dans ce travail, il semble avoir été beaucoup aidé par les autorités postales, qui, selon l'un des correspondants de Thurloe, lui permettent d'intercepter toutes les lettres qui lui plaisaient. En juillet, il est à Cologne en attente d'instructions. En février 1657, il est à La Haye, correspondant sous le nom de Thomas Enwood avec un Dermot, marchand au signe du Tambour, Drury Lane. Le seul fragment de cette correspondance qui reste est inintelligible étant formulé dans une phraséologie mercantile, qui ne donne aucun indice sur sa véritable signification.
De La Haye, Gerard se rend à Bruxelles, où en avril, il reçoit des instructions pour réunir une troupe de gardes à cheval et une promesse d'allocation de quatre cents florins par jour pour sa famille. De Bruxelles, il revient à Paris en mars 1658. Il est envoyé presque immédiatement à Amsterdam, apparemment dans le but d'affréter des navires, et il passe le reste de cette année et les six premiers mois de la suivante en partie aux Pays-Bas et en partie à Boulogne, revenant à Paris entre août et septembre 1659. Là, il semble avoir passé la dernière partie de l'année, rejoignant le secrétaire Nicolas à Bruxelles en janvier suivant.
De Bruxelles au printemps de 1660, Gerard se rend à Bréda (où le roi tient sa cour), et en mai retourne avec le roi en Angleterre. Le 17 mai 1660, il est nommé capitaine des Life Guards. Il monte à leur tête dans la progression du roi vers Whitehall le 29 mai 1660.

## Restauration
Le 29 juillet 1660, Gérard reçoit une bourse en réversion d'un office. Le 13 septembre, ses biens, confisqués par le Parlement, lui sont restitués.
Le 15 mai 1661, Gerard demande le poste de ranger d'Enfield Chase, qu'il obtient. Son titre, cependant, est contesté par le précédent ranger, James Cecil (3e comte de Salisbury), et il est rapidement impliqué dans des litiges avec les capitaines Thomas et Henry Batt, gardiens de Potter's Walk et huissiers de justice de la Chase, dont il refuse de reconnaître les brevets. Ces deux questions sont renvoyées au lord chancelier pour décision. Face aux Batts, Gérard gagne sur le plan technique, leur brevet était sous le grand sceau, alors que selon la loi, il aurait dû l'être sous celui du duché de Lancastre.
En 1662, Gérard reçoit une pension de la douane. Vers la fin de l'année, il est envoyé comme envoyé extraordinaire à la cour de France, où il est très magnifiquement reçu. Vers cette époque, il devient membre de la Royal African Company, qui obtient en janvier 1663 une concession par lettres patentes de la région entre Salé et le Cap de Bonne-Espérance pour une durée de mille ans. Le litige dans lequel il est engagé avec son cousin, Alexander Fitton (en), plus tard Lord Chancelier d'Irlande, est observé avec beaucoup d'intérêt par ses ennemis. Le différend portait sur le titre de propriété du domaine de Gawsworth dans le Cheshire, dont Fitton est en possession, mais que Gerard revendique. Le titre dépend de l'authenticité d'un certain acte que Gérard prétend être un faux, produisant le célèbre faussaire Alexander Granger, qui jure qu'il l'a lui-même contrefait. Gerard obtient un verdict aux assises de Chester et expulse Fitton. Celui-ci publie une brochure dans laquelle il accuse Gérard d'avoir obtenu le témoignage de Granger par intimidation. Gérard saisit la Chambre des Lords sur le sujet, et la brochure est supprimée. Fitton est emprisonné pour scandalum magnatum, l'infraction de diffamation d'un pair : il est resté en prison pendant près de 20 ans.

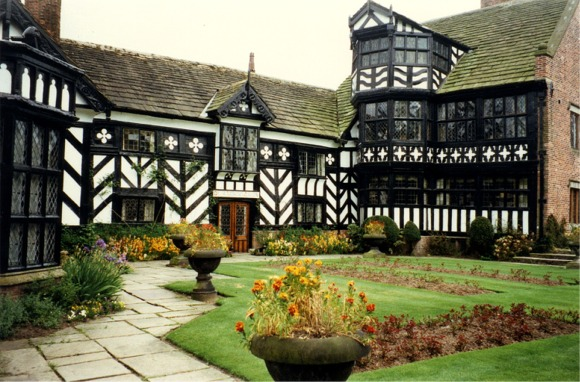
Gawsworth Old Hall

En mars 1665, Gérard reçoit une pension de 1 000 £ par an pour se retirer du poste de capitaine de la garde, que Charles désire conférer au duc de Monmouth. Sa retraite, cependant, n'a pas eu lieu avant 1668, lorsque Pepys dit qu'il a reçu 12 000 £ pour cela. Pepys déclare également que c'est sa pratique de cacher la mort des soldats afin qu'il puisse toucher leur salaire ; et l'un de ses greffiers nommé Carr a rédigé une pétition à la Chambre des Lords l'accusant de détournement à hauteur de 2 000 £ par an. La pétition est imprimée avant sa présentation et est traitée par la chambre comme une violation de privilège, est déclarée « journal scandaleux » et condamnée à être brûlée par le bourreau ordinaire. Carr est condamné à payer une amende de 1 000 £, à se tenir au pilori pendant trois heures chacun des trois jours différents et à être emprisonné dans la flotte à la discrétion du roi. Gerard l'a par la suite accusé d'être un déserteur de l'armée.

## Après la restauration
Le 5 janvier 1667, Gerard est nommé au commandement général des milices du Hampshire et de l'île de Wight, avec des instructions spéciales pour assurer la sécurité de l'île de Wight et de Portsmouth en raison de l'attitude menaçante des Hollandais. À ce titre, il est activement engagé au printemps et à l'été 1667 à renforcer les fortifications de Portsmouth. Il continue à occuper le poste de gentilhomme de la chambre à coucher, avec une pension de 1 000 £ qui y est attachée, pendant le règne de Charles II .
Le 23 juillet 1679, il est créé comte de Macclesfield. À l'occasion du retour non autorisé du duc de Monmouth de l'étranger en novembre 1679, Charles lui est envoyé par le roi « pour lui dire sa grande tendresse qu'il lui a donné jusqu'à la nuit ». Le messager est mal choisi, Gerard étant lui-même l'un des membres de la bande de conspirateurs dont Monmouth est l'outil. Son nom apparaît dans le Journal de la Chambre des Lords, avec celui du comte de Shaftesbury, comme l'un des manifestants contre le rejet du projet de loi d'exclusion le 15 novembre 1680. Ford Grey (1er comte de Tankerville) dans sa confession (p. 61) affirme que Gerard a suggéré à Monmouth l'opportunité d'assassiner le duc d'York en terrorisant Charles. En août 1681, Gérard est démis de ses fonctions de gentilhomme de la chambre à coucher. Le 5 septembre 1682, il rend visite au duc de Monmouth à son siège du Cheshire.
En 1684, la question du titre de Gawsworth est relancée (en partie sans doute comme un mouvement politique) par une demande de Fitton au lord gardien, Francis North (1er baron Guilford), pour examiner l'affaire. Roger North, le biographe du XVIIe siècle, qui étant le frère de Guildford est bien placé pour connaître les faits, écrit que Fitton est alors en faveur à la cour, tandis que Macclesfield (Gerard) est un « rigide du parti anti-judiciaire », il est généralement prévu que le lord gardien, indépendamment du fond de l'affaire, se prononcerait en faveur de Fitton. En fait, cependant, il refuse la demande au motif que la réclamation est périmée.
Le grand jury de Cheshire ayant présenté Macclesfield le 17 septembre comme mécontent du gouvernement et a recommandé qu'il soit tenu de maintenir la paix, Macclesfield riposte par une action de scandale magnatum contre un juré nommé Starkey, fixant les dommages-intérêts à 10 000 £. L'affaire est jugée par la chambre de l'Échiquier le 25 novembre 1684 et aboutit à un jugement favorable à l'accusé. Le 7 septembre 1685, une proclamation royale est publiée pour l'arrestation de Macclesfield. Il fuit vers le continent et une décision de mise hors la loi a été prononcée contre lui.

## Sous Guillaume III
Macclesfield passe les trois années suivantes en Allemagne et aux Pays-Bas, retournant en Angleterre lors de la révolution de 1688. Au cours de la progression du prince d'Orange de Torbay à Londres, Gérard commande les gardes du corps, une troupe d'environ deux cents cavaliers, majoritairement anglais, montés sur des chargeurs flamands, dont la splendide apparence suscite beaucoup d'admiration. En février 1689, il est admis au Conseil privé et nommé lord président du conseil des Marches galloises, et lord-lieutenant de Gloucester, Hereford, Monmouth et du nord et du sud du Pays de Galles. Sa mise hors-la-loi est officiellement annulée en avril suivant.
En juillet 1690, il fait partie d'une commission chargée d'enquêter sur la conduite de la flotte lors d'un récent engagement avec les Français au large de Beachy Head, qui ne s'est pas terminé avec autant de succès que prévu. Il meurt subitement le 7 janvier 1694 dans une crise de vomissements et est enterré le 18 dans le caveau d'Exeter à l'abbaye de Westminster. Le titre et ses biens sont passés à son fils et héritier Charles.

## Famille
Il épouse Jane, fille de Pierre de Civelle, un Français résidant en Angleterre. On sait peu d'elle, sauf qu'en 1663, Charles II la congédie de sa place auprès de la reine pour lui avoir parlé de Lady Castlemaine, et qu'à une occasion, alors qu'elle est transportée dans son fauteuil à travers la ville, elle est prise pour la duchesse de Portsmouth, saluée comme la pute française, et assaillie par la population. Ils ont deux fils et trois filles :
- Charles (c. 1659-1701)[20] ;
- Fitton[20] (1663-1702), qui succède à son frère ;
- Elizabeth, qui épouse Digby Gerard, 5e baron Gerard de Bromley[22], et est enterrée dans l'abbaye de Westminster[20] ;
- Charlotte[20] ;
- Anne[20].